# Gipskarst bei Berneburg
Mit dem Namen Gipskarst bei Berneburg wurde im Jahr 2008 ein Felsenbereich im nordhessischen Werra-Meißner-Kreis als ein Flora-Fauna-Habitat-Gebiet in das europaweite Schutzgebietssystems Natura 2000 integriert. Das kleine Karstgebiet beherbergt schutzwürdige Höhlen, die nicht zugänglich sind und von heimischen Fledermausarten als Überwinterungsquartiere genutzt werden. Eine davon ist die längste aktive Wasserhöhle Nordhessens. Kleinflächig kommen in dem geschützten Bereich Kalkfelsen, Magerrasen, Saumstrukturen sowie staudenreiche Waldränder vor. Sie bilden die Lebensgrundlage für eine vielfältige Tagfalter-, Widderchen- und Heuschreckenfauna.

## Lage
Das nur 8,82 Hektar große FFH-Gebiet am Südhang des 319 m hohen Katterbergs grenzt im Süden und Westen unmittelbar an die Bundesstraße 27 und die Ortschaft Berneburg. Administrativ gehört der Bereich zu der Gemarkung von Berneburg, einem Ortsteil der Stadt Sontra im Werra-Meißner-Kreis.
Das Schutzgebiet liegt im „Geo-Naturpark Frau-Holle-Land“. Aus Naturräumlicher Sicht wird es der Teileinheit „Sontraer Land“ im „Fulda-Werra-Bergland“ in der Haupteinheitengruppe des „Osthessischen Berglands“ zugeordnet.

## Schutzgebiet

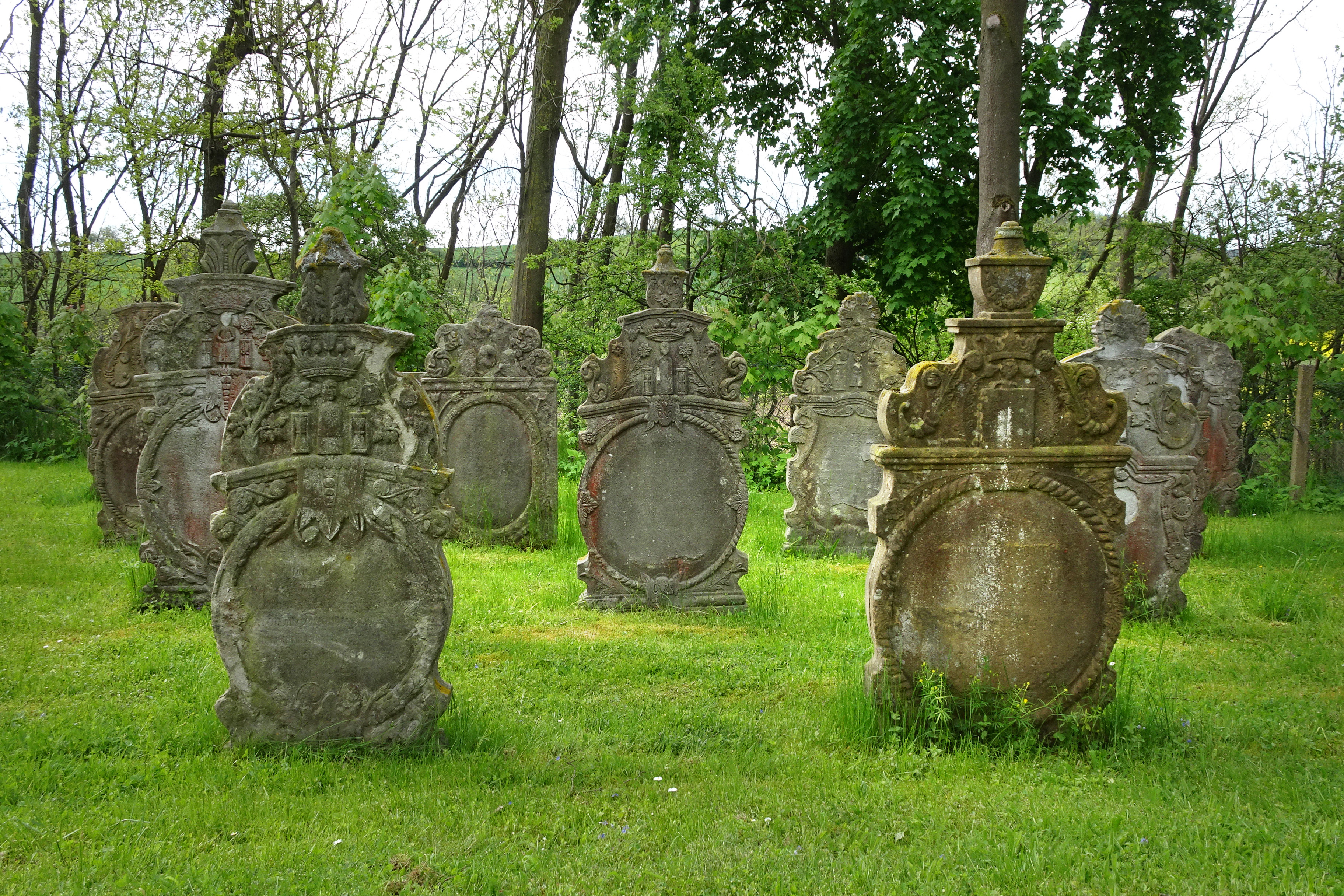
Historische Grabmale auf dem Friedhof im FFH-Gebiet.

Zu dem geologischen Untergrund gehört der Werra-Anhydrit, ein weißes bis graues, massiges Gestein. Es besteht überwiegend aus Anhydrit, Gips und etwas Steinsalz und enthält gelegentlich Verunreinigungen wie Ton, Karbonat oder organische Bestandteile. Der wertvolle Naturgips wird auf einer nördlich benachbarten Fläche in einem Steinbruch abgebaut.
Mitten im FFH-Gebiet liegt auf einem Plateau seit alters her der Friedhof Berneburgs, auf dem sich beachtenswerte Grabsteine aus dem 18. und 19. Jahrhundert erhalten haben. Die älteren Stücke bestehen aus einem Inschriftenmedaillon und einem darüber liegenden Giebelfeld mit figürlichen Darstellungen, die die Vergänglichkeit des menschlichen Daseins thematisieren. Neben den steinernen Grabmalen sind noch einige gusseiserne Kreuze aus dem 19. Jahrhundert vorhanden. Wegen der ortsgeschichtlichen und künstlerischen Bedeutung ist der Friedhof mit seinem Bestand an Grabmalen ein geschütztes Kulturdenkmal.

## Lebensräume

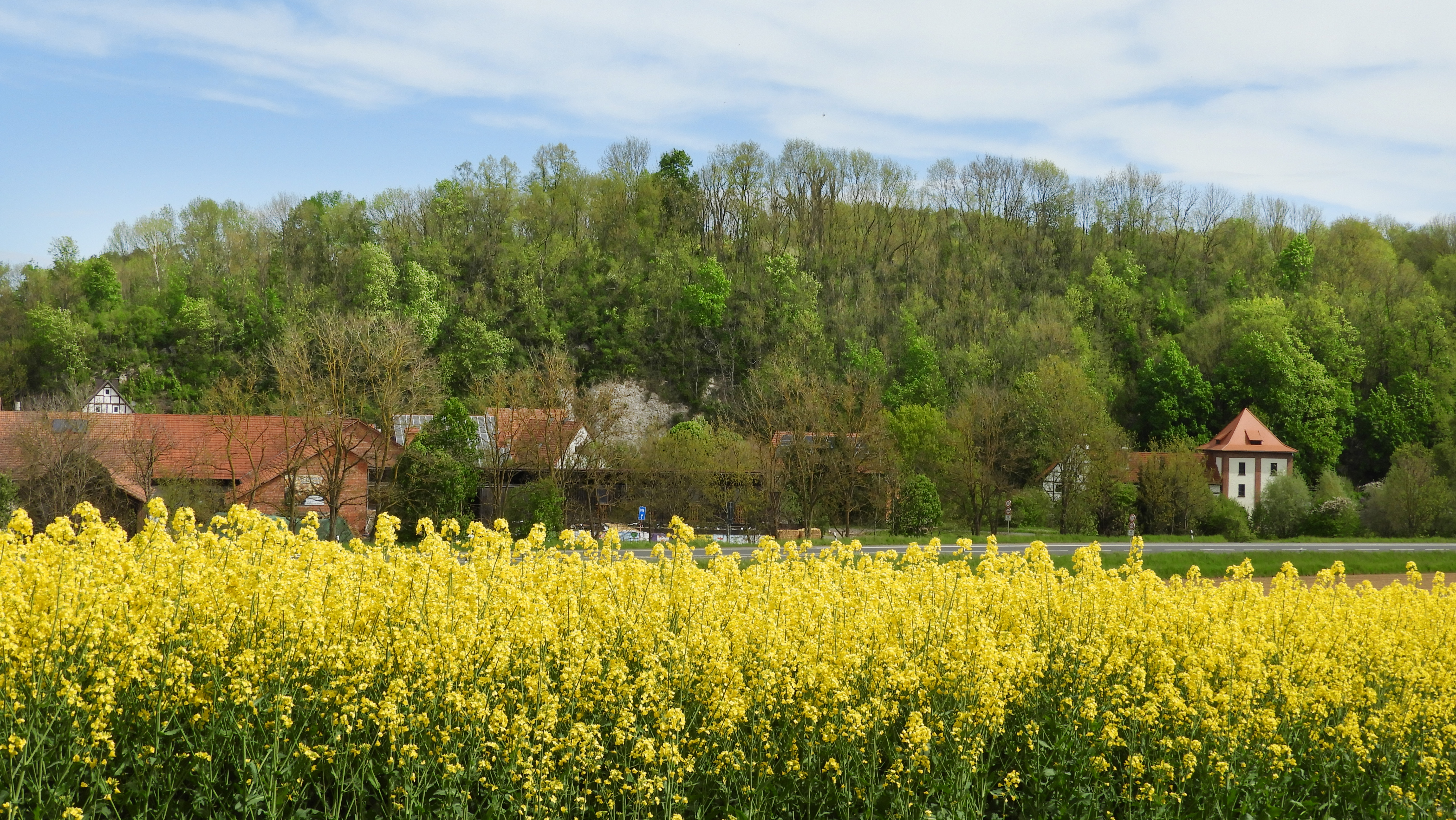
Blick auf den südwestlichen Bereich des geschützten Karstgebiets.

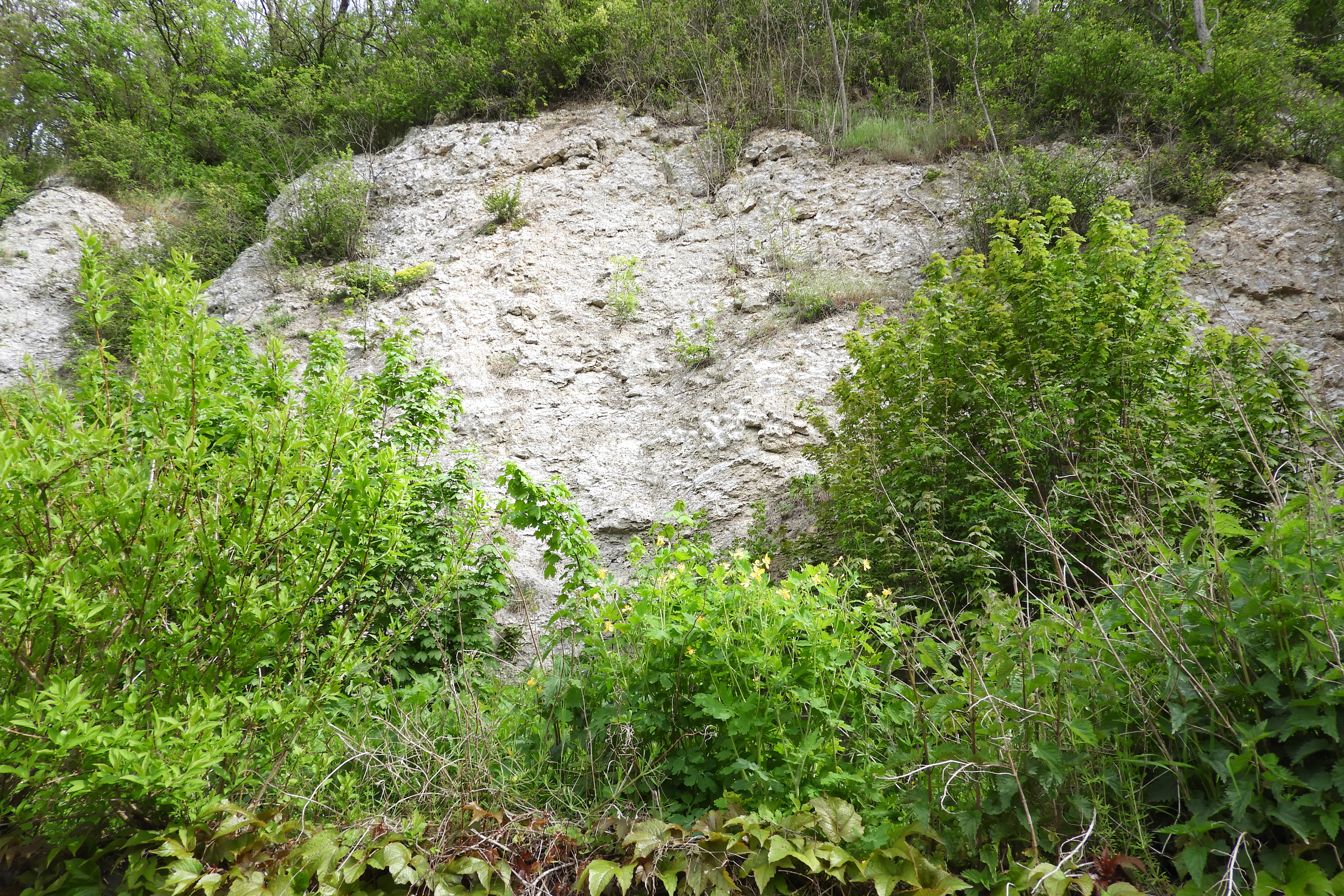
Aufschluss mit Anhydrit an der Südseite.

Die Schutzwürdigkeit des Karstgebiets begründen die beiden Lebensraumtypen (LRT) „Natürliche und naturnahe Kalkfelsen und ihre Felsspaltvegetation“ (LRT 8210) und „Nicht touristisch erschlossene Höhlen“ (LRT 8310), die nach Anhang I der FFH-Richtlinie als von gemeinschaftlichem Interesse gelten und für deren Erhaltung besondere Schutzgebiete ausgewiesen werden sollen. Neben den felsigen Lebensräumen hat sich durch Sukzession ein Wald auf den ehemals offenen Flächen entwickelt. Dominierende Baumart ist die Esche und mit geringeren Anteilen kommen Winterlinde, Berg- und Spitz-Ahorn vor.
- Kalkfelsen und ihre Felsspaltenvegetation

Nach der Grunddatenerfassung wird die Vegetation der Kalk- und Gipsfelsen teilweise als die „Tieflagenausbildung der Blasenfarn-Gesellschaft“ klassifiziert. Im Vergleich zur artenreicheren Mittelgebirgsform gilt die schatten- und feuchtigkeitsliebende Ausformung als eher verarmt. Mit dem Zerbrechlichen Blasenfarn, Mauerraute und Braunstieligen Streifenfarn kommen die Kennarten der Assoziation vor.
Große Teile der Felsen zeichnen sich durch ihren Moosreichtum aus. Darunter sind eine Reihe von Moosarten, die allgemein häufig, für Kalkfelsen aber eher unspezifisch sind. Mit dem stellenweisen Vorkommen von Weichen Kammmoos und Glatten Neckermoos wurden Arten nachgewiesen, die in Deutschland als zurückgehend gelten. Am Rande der Felsen sowie auch im Unterwuchs des angrenzenden Waldes sind Pflanzen zu finden, die für Kalkmagerrasen typisch sind, wie Fieder-Zwenke, Zypressen-Wolfsmilch, Kleiner Wiesenknopf, Kammschmiele, Frühlings-Fingerkraut, Thymian und Schaf-Schwingel. Diese Arten deuten an, dass Bereiche des Südhangs früher beweidet wurden.
- Höhlen

Das Karstgebiet besitzt drei Höhlen, darunter die längste aktive Wasserhöhle Nordhessens, in der noch Wasser fließt und die sich dadurch fortlaufend erweitert. Die Höhlen gelten als wichtige und bedeutsame Überwinterungsquartiere für heimische Fledermäuse. Eine eingehende Untersuchung der Tierwelt der Höhlen steht allerdings noch aus. Insbesondere die Fledermausfauna wurde noch nicht untersucht. Qualitative und quantitative Aussagen fehlen völlig, die aber von großem Interesse und unter Umständen sehr bedeutsam für den Fortbestand der Fledermauspopulationen sein können.
Das naturschutzfachliche Leitziel für diesen Lebensraumtyp sind „sich selbst überlassene, von menschlichen Einflüssen frei gehaltene Höhlen“, die „lediglich den dynamischen Prozessen ihrer Umgebung, wie Wettereinflüssen und natürlichen geologischen Prozessen, unterworfen sind“.

## Fauna
Bei den Untersuchungen für die Grunddatenerhebung von April bis November 2007 konnten mehr als zwanzig Tagfalter- und Widderchenarten nachgewiesen werden. Das wurde wegen der geringen Gebietsgröße, dem weitgehenden Fehlen extensiv genutzter Grünlandflächen sowie dem außergewöhnlich nassen Sommer, der bei vielen Tagfalterarten zu sehr geringen Individuendichten führte, als überraschend hoch bewertet. Mit Zwerg- und Geißklee-Bläuling sowie Kleinem Fünffleck- und Thymian-Widderchen wurden Arten beobachtet, die nach den aktuellen Roten Listen Hessen merklich zurückgegangen sind oder durch menschliche Einwirkungen bedroht werden. Die im Karstgebiet vorkommenden Kleiner Sonnenröschen-Bläuling, Perlgrasfalter, Großer Schillerfalter und Kaisermantel gehören zu den Schmetterlingen, die auf der Vorwarnliste der zurückgehenden Arten aufgeführt werden, die aber als noch nicht gefährdet gelten.
Neben den Tagfaltern und Widderchen finden auch Heuschrecken im Gebiet ihre Lebensgrundlage. Insgesamt wurden während der Datenerhebung neun verschiedene Heuschreckenarten gesehen. Unter ihnen waren die gefährdeten Wiesengrashüpfer und Zweipunkt-Dornschrecke. Von den Arten, die im Anhang IV der FFH-Richtlinie gelistet sind und deshalb durch das Bundesnaturschutzgesetz streng geschützt werden, gelang der Nachweis einer Zauneidechse und einer Schlingnatter.

## Unterschutzstellung
Im Rahmen der Flora-Fauna-Habitat-Richtlinie wurde im November 2004 der „Gipskarst bei Berneburg“ der EU-Kommission für das länderübergreifende Netz besonderer Schutzgebiete „Natura 2000“ vorgeschlagen. Das europaweite Schutzgebietsnetz hat die Erhaltung der biologischen Vielfalt zum Ziel und will einen günstigen Erhaltungszustand der natürlichen Lebensräume und der wildlebenden Tier- und Pflanzenarten, die als von gemeinschaftlichem Interesse gelten, bewahren oder wiederherzustellen. Nach der Bestätigung im November 2007 und der Ausweisung im März 2008 forderte die EU neben dem Gebietsmanagement und dem damit verbundenen Monitoring eine förmliche Schutzerklärung, die im Januar 2008 mit der „Verordnung über Natura 2000-Gebiete in Hessen“ erfolgte. Das FFH-Gebiet besitzt eine Größe von 8,82 Hektar, hat die Gebietsnummer 4925-302 und den WDPA-Code 555520288. Verpflichtende Schutzzwecke sind die Erhaltung der Funktion der Höhlen für die charakteristische Tier- und Pflanzenwelt, bei gleichzeitiger Absicherung der Eingänge vor unbefugtem Betreten. Geschützt werden sollen auch das typische Höhlenklima, der Wasserhaushalt sowie die geologischen Prozesse.